# Чанкыры
Чанкыры (тур. Çankırı) — город в Турции, столица ила Чанкыры. Расположен в 140 километрах к северо-востоку от Анкары, на одном из притоков реки Кызылырмак.
В античности Чанкыры был известен как Гангры (Гангра) и Германикополис (Германополис).

## История
Наиболее ранние сведения о поселении содержатся у Страбона и относятся к рубежу III-II тысячелетий до н.э., когда Гангры были резиденцией пафлагонских царей. С тех пор поселение было свидетелем гегемонии многих культур и рас, среди которых были хетты, персы, древние греки, парфяне, понтийские греки, галаты, римляне, византийцы, сельджуки и, наконец, турки-османы. До сих пор след многих из них можно увидеть в очертаниях города.
При царе Пафлагонии Дейотаре поселение ещё называлось Гангры, что можно перевести как «коза». После его смерти оно вошло в состав римской провинции Галатии и вскоре было названо в честь императора Клавдия Германикополисом. С этих пор город занял своё современное местоположение, тогда как до римлян главное поселение находилось на возвышенности.
В IV веке н.э. в Ганграх состоялся поместный собор - важное событие из жизни христианской церкви.
Османскими Чанкыры стали в XIV веке, когда их захватил султан Мурад I. В 1402 году город был завоёван Тамерланом, однако в 1439 году возвращён султаном Мехмедом I.
В 1915 году во время геноцида армян в депортационном лагере в Чанкыры содержался великий армянский музыкант и музыковед Комитас.
В конце XIX века население Чанкыры насчитывало около 16 тысяч человек. В 1927 году численность сократилась до 8847 человек, но затем начала восстанавливаться: 10 235 (1940 год), 26 124 (1970 год), 45 496 (1990 год).

## Достопримечательности
- Национальный парк горы Илгаз
- Развалины крепости Чанкыры

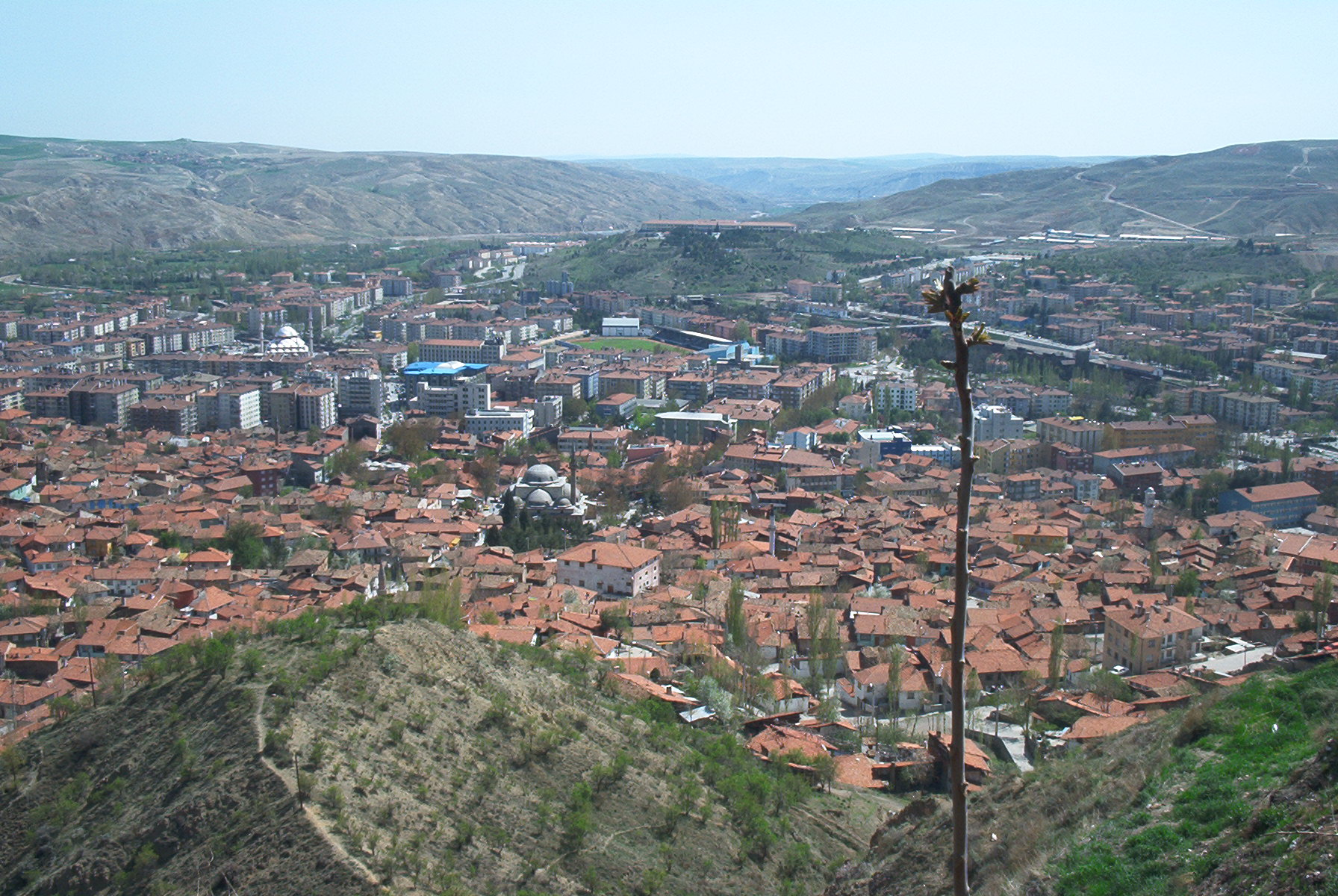
Вид с возвышенности

- Мавзолеи и мечети (в т.ч. бывшие церкви)
- Действующая соляная шахта